# Vítězslav Krejčí
Vítězslav Krejčí (4. července 1924 – 13. prosince 1979) byl český a československý politik Komunistické strany Československa a poúnorový poslanec Národního shromáždění ČSSR, Sněmovny lidu Federálního shromáždění a České národní rady.

## Biografie
Ve volbách roku 1960 byl zvolen za KSČ do Národního shromáždění ČSSR za Jihomoravský kraj. Mandát obhájil ve volbách v roce 1964. V Národním shromáždění zasedal až do konce jeho funkčního období v roce 1968.
K roku 1968 se profesně uvádí jako předseda JZD z obvodu Kroměříž. V roce 1959 se zmiňuje jako předseda JZD v obci Slížany.
Po federalizaci Československa usedl roku 1969 do Sněmovny lidu Federálního shromáždění (volební obvod Kroměříž), kde setrval do května 1971, kdy rezignoval. V průběhu roku 1969 zasedal i v České národní radě.
V rámci prověrek po roce 1968 byl vyloučen z KSČ.